# Top
 Ovo je glavno značenje pojma Top. Za druga značenja pogledajte Top (razdvojba).
Top je ime za bilo koje cijevno oružje koje je namijenjeno za bacanje teških projektila na veliku udaljenost. U novije doba top se odnosi za sva cijevna oružja s unutarnjim promjerom cijevi od 20 mm i više.

## Povijest
Već u rimskom Carstvu izumljeno je oružje slično topu. Zvalo se balista. To su bili veliki samostreli koji su ispucavali velike strijele ili kamene kugle s ciljem uništavanja neprijateljskih tvrđava. Prvi pravi topovi izumljeni su u Europi krajem srednjeg vijeka kad su europski istraživači donijeli barut iz Kine. Manji topovi bili su lijevani iz bakra i bronce, a potom se željezne šipke slažu u krug koji čini cijev topa, a povezuju ih željezni prsteni, slično kao i kod pravljenja drvenih bačvi. Željezne šipke su na stražnjem kraju bile savinute i čvrsto povezane u snop i tako ju zatvarale. 

## Rukovanje
Top postavljen na drveno postolje punio se s prednje strane, tako da bi se prvo umetnuo barut, a zatim kamena kugla, koju s vremenom zamjenjuje metalna. Kako na samim počecima nije postojao standarizirani kalibar cijevi, tako bi se kugla umotavala u sukno i nabijala uz pomoć drvene palice omotane na kraju pamučnim platnom do barutnog punjenja. Ovo omotavanje kugle nije služilo da bi kugla brtvila cijev i time povećavala snagu barutnog punjenja, već iz jednostavnog razloga što bi prilikom rukovanja, ciljanja ili premještanja topa bi kugla znala se skotrljati i ispasti iz cijevi. Na stražnjem dijelu cijevi nalazilo se udubljenje u koje bi se usulo malo barutnog praha za potpalu. Suvremeni topovi pojavljuju se u prvom svjetskom ratu. Tada su služili za gađanje neprijateljskih gradova, tenkova, zrakoplova, brodova i velikih skupina vojnika.

## Suvremeni topovi
Danas se topovi nalaze u naoružanju postrojbi općeg topništva (topništvo za potporu), protuoklopnih postrojbi i postrojbi protuzračne obrane. 
Primjeri topova iz vremena drugog svjetskog rata i neposredno nakon: 76,2 mm brdski top M-48B1, 76 mm brdski top M1938, T-12.
Primjeri suvremenog samohodnog topničkog sustava: AHS Krab, ATMOS 2000.

## Vanjske poveznice
- Topničko oružje Hrvatska tehnička enciklopedija, portal hrvatske tehničke baštine. LZMK